# Andrzej Polkowski (tłumacz)
Andrzej Stanisław Polkowski (ur. 5 września 1939 w Warszawie, zm. 5 września 2019 w Górkach) – polski tłumacz i pisarz, z wykształcenia archeolog. Autor przekładu na język polski m.in. Opowieści z Narnii, Harry’ego Pottera oraz Księgi dżungli.

## Życiorys
Od wczesnych lat rozwijał zainteresowania literaturą i historią (w dużej mierze dzięki swojemu ojczymowi, Witoldowi Ostrowskiemu, profesorowi literatury angielskiej). Studiował archeologię. Związany z wydawnictwami: Instytut Wydawniczy „Pax”, Wydawnictwo Pelikan oraz Media Rodzina. Przetłumaczył ponad 100 książek, należących do literatury dziecięcej, fantasy i SF, a także z dziedziny psychologii. Tłumaczył homilie papieża Jana Pawła II w serii papieskiej wydawanej przez Instytut Wydawniczy „Pax”.
Jego siostrą jest artystka malarka, Elżbieta Jach-Kowalska.
Pochowany 11 września 2019 na cmentarzu Wawrzyszewskim w Warszawie.

## Twórczość
- 1974 – Świadectwo Teilharda
- 2004 – Tezaurus Harry Potter
- 2008 – Tezaurus Harry Potter I-VII (wydanie drugie, uzupełnione; wspólnie z Joanną Lipińską)

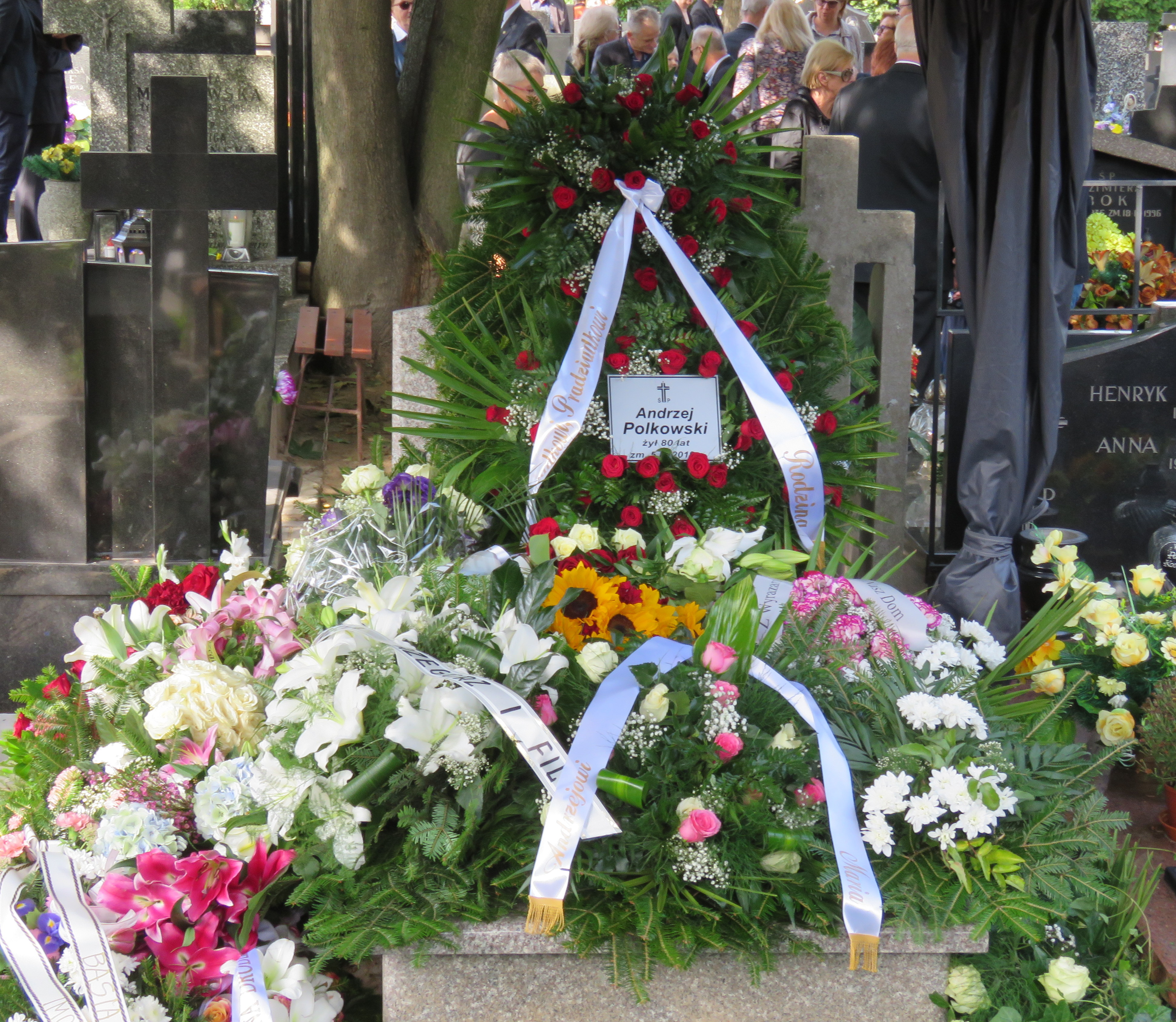
Grób Andrzeja Polkowskiego – cmentarz Wawrzyszewski; Warszawa, 11 września 2019

## Tłumaczenia
- 1983 – Całun Turyński (Ian Wilson)
- 1985–89 – Opowieści z Narnii (C.S. Lewis)
- 1989–91 – Trylogia międzyplanetarna (C.S. Lewis)
- 1992 – Toksyczna miłość (Pia Mellody)
- 1993 – Toksyczne związki (Pia Mellody)
- 1993 – Demon Ciemności (Tanith Lee)
- 1996 – Demon Nocy (Tanith Lee)
- 1994 – Szardik (Richard Adams)
- 1994 – Taliesin  (Stephen R. Lawhead)
- 1994 – Merlin  (Stephen R. Lawhead)
- 1996 – Artur  (Stephen R. Lawhead)
- 1997 – Światło Tybetu (Elizabeth Ann Scarborough)
- 1998 – Pendragon (Stephen R. Lawhead)
- 1998 – Geny czy wychowanie(Judith Rich Harris)
- 1999 – Wróbel (Mary Doria Russel)
- 1999 – Po tamtej stronie życia (Ian Wilson)
- 2000 – Dzieci Boga (Mary Doria Russel)
- 2000 – Jak powstał Harry Potter. Wywiad z Joanne K. Rowling (Lindsey Fraser)
- 2000 – Harry Potter i Kamień Filozoficzny (J.K. Rowling)
- 2000 – Harry Potter i Komnata Tajemnic (J.K. Rowling)
- 2001 – Harry Potter i więzień Azkabanu (J.K. Rowling)
- 2001 – Harry Potter i Czara Ognia (J.K. Rowling)
- 2002 – Hobbit, czyli tam i z powrotem (J.R.R. Tolkien)
- 2002 – Quidditch przez wieki (J.K. Rowling)
- 2002 – Fantastyczne zwierzęta i jak je znaleźć (J.K. Rowling)
- 2003 –   Ella zaklęta (Gail Carson Levine)
- 2004 – Harry Potter i Zakon Feniksa (J.K. Rowling)
- 2005 – Opowiadania dla dzieci (Isaac Bashevis Singer)
- 2005 – Elfi Pyłek i Wyprawa po Jajko (Gail Carson Levine)
- 2006 – Harry Potter i Książę Półkrwi (J.K. Rowling)
- 2006 – Opowieść wigilijna (Charles Dickens)
- 2008 – Harry Potter i Insygnia Śmierci (J.K. Rowling)
- 2008 – Baśnie barda Beedle’a (J.K. Rowling)
- 2010 – Księga dżungli (Rudyard Kipling)
- 2010 – Klątwa miliardera i tajemniczy diament (Richard Newsome)
- 2010 – Dzwoneczek i uczynne wróżki (opracowanie zbiorowe)
- 2011 – Odlotowe sowy (Frank Polednik Jr)
- 2011 – Zagubiony heros. Olimpijscy herosi I (Rick Riordan)
- 2012 – Syn Neptuna. Olimpijscy herosi II (Rick Riordan)
- 2012 – Znak Ateny. Olimpijscy herosi III (Rick Riordan)
- 2013 – Dom Hadesa. Olimpijscy herosi IV (Rick Riordan)
- 2014 – Wyspa skarbów (Robert Louis Stevenson)
- 2015 – Piotruś Pan (James Matthew Barrie)